# Mino Martinazzoli
Fermo Martinazzòli, detto Mino (Orzinuovi, 30 novembre 1931 – Brescia, 4 settembre 2011), è stato un politico italiano, tre volte ministro della Repubblica (difesa, grazia e giustizia, riforme istituzionali e affari regionali) nelle file della Democrazia Cristiana, della quale fu l’ultimo segretario dal 12 ottobre 1992 al 18 gennaio 1994.
È stato anche presidente della Provincia di Brescia dal 10 maggio 1970 al 22 giugno 1972, senatore della Repubblica per quattro legislature (VI, VII, VIII, XI), deputato alla Camera per due legislature (IX, X) e infine sindaco di Brescia dal 5 dicembre 1994 al 14 dicembre 1998.

## Biografia

### Da Brescia a Roma nella DC
Martinazzoli, dopo aver frequentato il liceo classico Arnaldo a Brescia, e dopo una iniziale permanenza all'Almo Collegio Borromeo di Pavia, si laurea in giurisprudenza in tale città, ed esercita la professione di avvocato. Comincia poi la sua attività politica nel suo paese natale, Orzinuovi, nella bassa bresciana, come assessore alla Cultura del comune.
A partire dagli anni 1960 e 1970 si afferma nelle file della Democrazia Cristiana (DC) di Brescia come dirigente. Successivamente entra a far parte del consiglio provinciale di Brescia e ne diviene presidente dell'amministrazione provinciale dal 10 maggio 1970 al 22 giugno 1972.

Nel 1972 viene eletto senatore alle elezioni politiche di quell'anno, e contemporaneamente consigliere comunale e capogruppo della DC al comune di Brescia. Dopo vari anni al Senato, arrivando a ricoprire l'incarico di presidente della Commissione inquirente per i procedimenti di accusa nella VII legislatura della Repubblica (quella del compromesso storico), il salto di qualità avviene nel 1983, quando diventa Ministro di grazia e giustizia nel primo governo guidato dal leader socialista Bettino Craxi, incarico che ricopre per quasi tre anni fino al 1º agosto 1986.

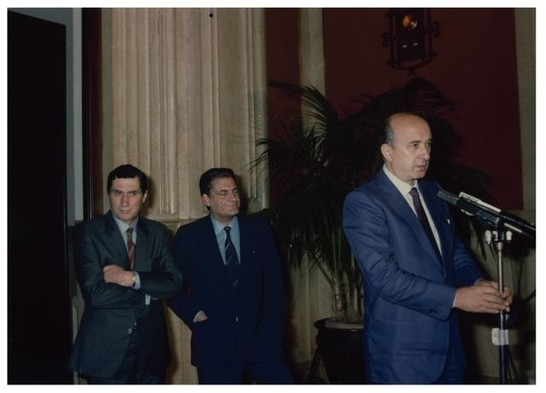
Mino Martinazzoli tra Nicola Mancino e Ciriaco De Mita durante le consultazioni al Quirinale del 1987

Nella seconda metà degli anni 1980 si conferma come uno tra i più importanti dirigenti democristiani, venendo eletto capogruppo a Montecitorio della DC nel 1986, incarico che mantenne fino al 1989 a cavallo della IX e X legislatura della Repubblica.
Il 20 febbraio 1989, durante un intervento (seguito da lunghi applausi) nel XVIII Congresso della Democrazia Cristiana, annuncia il proprio sostegno alla candidatura unitaria di Arnaldo Forlani alla segreteria della DC, nonostante avrebbe potuto essere il candidato alla segreteria della cosiddetta "sinistra democristiana".

### Ministro nei governi Andreotti
Con la nascita del sesto governo presieduto da Giulio Andreotti tra le forze politiche che costituivano il pentapartito, torna a fare il ministro, che il 23 luglio 1989 giura nelle mani del Presidente della Repubblica Francesco Cossiga come Ministro della difesa. Durante il suo mandato alla Difesa si ricorda la storica decisione di equiparare in termini di durata il servizio militare a quello civile. Successivamente si dimetterà però nel 1990 (insieme ad altri ministri della "sinistra democristiana" Sergio Mattarella, Riccardo Misasi, Calogero Mannino e Carlo Fracanzani), in seguito all'approvazione della legge Mammì, che regolamentava il sistema televisivo italiano e riteneva inadeguata, giudicata troppo in linea con gli interessi dell'imprenditore Silvio Berlusconi.
Tra il 1991 e il 1992 è stato invece Ministro senza portafoglio per le riforme istituzionali e per gli Affari Regionali nel settimo governo Andreotti.

### Segretario della Democrazia Cristiana
A seguito delle dimissioni di Arnaldo Forlani dalla Segreteria del partito anche a causa dell'insuccesso nelle elezioni provinciali del 1992 a Mantova, il 12 ottobre 1992 Martinazzoli viene eletto per acclamazione dal Consiglio Nazionale nuovo segretario della Democrazia Cristiana con il compito di dirimere la crisi in corso cagionata dalle inchieste di Mani Pulite che hanno raggiunto anche diversi esponenti democristiani; fin da subito Martinazzoli si orientò per un rinnovo profondo della struttura-partito che doveva dirigere. Martinazzoli venne scelto col consenso di tutti per la sua reputazione di uomo onesto e anche per la sua provenienza dall'Italia settentrionale, in cui cresceva nei consensi la Lega Nord di Umberto Bossi, che aveva adottato una linea apertamente anti-sistema, schierata contro la cosiddetta "Roma ladrona".
Nel corso della sua segreteria deve fare i conti, con inevitabili difficoltà, con il terremoto politico degli anni 1992-94: la crisi profonda del Pentapartito causata da Tangentopoli, la difficoltosa congiuntura economica e la conseguente svalutazione della lira, l'abbandono del partito da parte dell'ex sottosegretario all'agricoltura Mario Segni, figlio dello storico esponente democristiano e Presidente della Repubblica Antonio Segni, scettico sulla reale efficacia dell'operato di Martinazzoli, i referendum abrogativi sul finanziamento pubblico ai partiti e la legge elettorale in senso maggioritario che appoggiò tardivamente, la grave sconfitta della DC e l'avanzata delle sinistre alle elezioni amministrative del 1993 (con la conquista di città come Roma, Napoli, Palermo, Venezia e Genova), e soprattutto la discesa in campo nella politica di Silvio Berlusconi e lo "sdoganamento" della destra missina.

### Scioglimento della DC e rinascita del PPI
Alle prese con un partito in crisi e sempre più diviso sulle scelte da compiere nonché in un clima di continui attacchi politici, causati dalle indagini del pool di Tangentopoli, molti esponenti dello Scudo Crociato iniziarono a pensare che il nome e il simbolo della Democrazia Cristiana fosse ormai disallineato rispetto alle esigenze dell'elettorato cattolico e l'idea di uno scioglimento della Democrazia Cristiana iniziò rapidamente a concretizzarsi.
Nel nuovo sistema maggioritario Martinazzoli collocò il Partito Popolare Italiano in una posizione centrista, alternativa sia alla sinistra dei progressisti sia alla destra missina e alla Lega. Dopo la discesa in campo di Silvio Berlusconi nel gennaio del 1994, Martinazzoli manifesta distanza e freddezza nei confronti del Cavaliere, rifiutando la convergenza invocata da Berlusconi con Forza Italia. Questa linea moderata, equidistante dai progressisti e dall'alleanza del Polo delle Libertà e del Buon Governo che si andava profilando tra Berlusconi, Gianfranco Fini, Pier Ferdinando Casini (fondatore nel gennaio 1994 del CCD, alleatosi con il centro-destra) e Umberto Bossi lo porta a scontrarsi, nel partito, coi fautori di una convergenza programmatica con una delle due coalizioni.
Nel 1993 inizia anche lo storico processo per concorso esterno in associazione mafiosa intentato dalla Procura di Palermo nei confronti del leader della DC Giulio Andreotti (uomo simbolo del partito), che si sarebbe concluso solo nel 2004 con l'assoluzione di Andreotti per il periodo successivo al 1980, mentre per gli anni precedenti fu dichiarata la prescrizione; Martinazzoli fu chiamato come testimone in quel processo (come pure altri esponenti politici illustri, quali Francesco Cossiga e Nicola Mancino). Dopo l'assoluzione dell'ex Presidente del Consiglio, Martinazzoli rimproverò severamente coloro che avevano accusato Andreotti e con lui tutta la DC, pronunciando parole che ricordavano nei toni il discorso di Aldo Moro nell'ambito dello scandalo Lockheed. Mino Martinazzoli elogiò Andreotti indicandolo quale esempio di rettitudine e invitando chi l'aveva imputato a chiedergli scusa.

### Elezioni politiche del 1994
Alle elezioni politiche del 1994 Martinazzoli s'impegna nella costruzione di un polo autonomo di centro con le culture riformiste, liberali e repubblicane, trovando in Mario Segni un alleato, col quale fonda la coalizione del Patto per l'Italia, che si presenta in tutti i collegi di Camera e Senato contro i candidati della "macchina da guerra" della sinistra (Alleanza dei Progressisti) e la triplice alleanza della destra (il Polo delle Libertà o Polo del Buon Governo). Aderiscono all'alleanza di centro anche il Partito Repubblicano Italiano di Giorgio La Malfa, i liberali di Valerio Zanone e un gruppo di ex socialisti e socialdemocratici guidati da Giuliano Amato.
Martinazzoli non si candida alle elezioni politiche, e chiede a molti notabili democristiani di fare lo stesso, per favorire il rinnovamento della cultura democratico-cristiana nel nuovo Partito Popolare. I risultati delle elezioni sono tuttavia deludenti: il Patto per l'Italia ottiene pochissimi collegi maggioritari (solo quattro alla Camera: tre nell'Avellinese con Gianfranco Rotondi, Antonio Valiante e Mario Pepe e uno in Sardegna con Giampiero Scanu), e le liste del PPI nella parte proporzionale raccolgono un modesto 11%, un terzo dei voti della vecchia DC.
I seggi ottenuti non consentono nemmeno di essere ago della bilancia in Parlamento, dove si afferma l'alleanza di centro-destra guidata da Silvio Berlusconi. Dopo le elezioni Martinazzoli si dimette da segretario e annuncia l'intenzione di abbandonare la politica attiva. A distanza di anni lo stesso Martinazzoli, in un'intervista a Sette, rivista del Corriere della Sera, giudicava in questo modo la sua azione politica nella fase controversa in cui aveva guidato la DC allo scioglimento e alla fondazione del nuovo PPI:

### Sindaco di Brescia

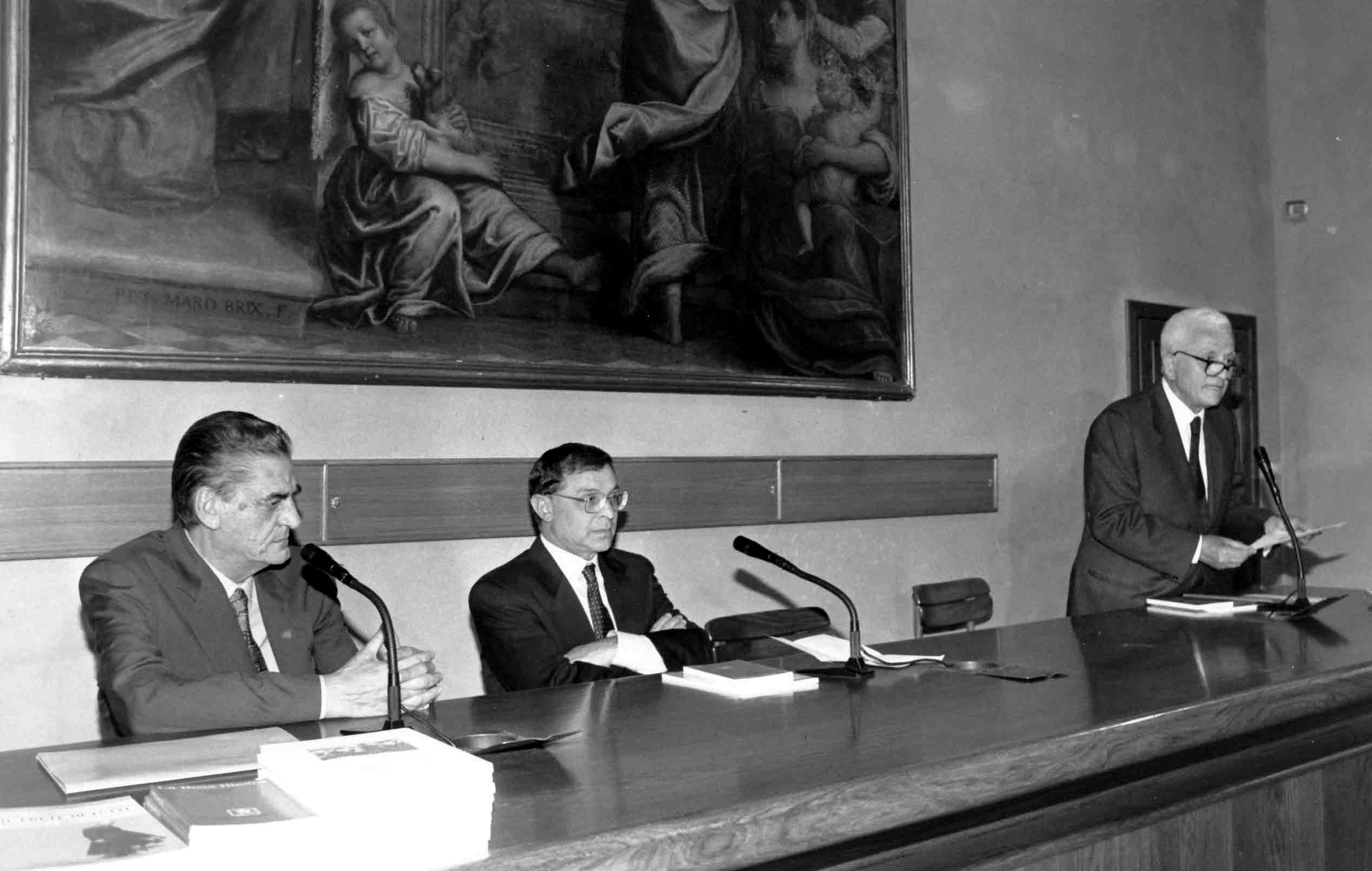
Mino Martinazzoli, allora sindaco di Brescia, con Matteo Perrini nel 1997

Nell'autunno del 1994, tuttavia, pressato dalle richieste di molti e preoccupato dalla nuova alleanza di centro-destra al potere, accetta di candidarsi a sindaco di Brescia alle elezioni amministrative di novembre, guidando una coalizione di centro-sinistra col sostegno del PPI, PDS e i Verdi, prefigurando quell'alleanza che, col nome di Ulivo, qualche mese dopo Romano Prodi estenderà a tutta l'Italia. Vincerà al ballottaggio, venendo eletto con il 56,5% dei voti contro il 43,53 di Vito Gnutti, Ministro dell'industria, del commercio e dell'artigianato in carica del governo Berlusconi sostenuto dalla Lega Nord e Forza Italia. Guida il comune cidneo per l'intera consiliatura, fino al novembre del 1998, quando decide di non ripresentare la propria candidatura.
Nello scontro che vede nel 1995 il PPI diviso tra le due componenti che facevano capo a Gerardo Bianco e Rocco Buttiglione, rispettivamente quella favorevole ad allearsi con L'Ulivo di Romano Prodi e quella favorevole ad allearsi con il Polo delle Libertà di Silvio Berlusconi, Martinazzoli si schiera con quella di Bianco.

### Corsa alla Presidenza della Regione Lombardia
In vista della convocazione delle elezioni regionali in Lombardia del 2000, accetta di candidarsi alla presidenza della Regione Lombardia, in una sfida difficile contro il presidente uscente forzista Roberto Formigoni sostenuto anche dalla Lega Nord, venendo appoggiato da una coalizione di centro-sinistra composta dalle liste: "Centro-sinistra per Martinazzoli", Partito della Rifondazione Comunista e Socialisti Democratici Italiani - Liberali - Altri (ma non i Comunisti Italiani che candidarono Nerio Nesi).
Alla tornata elettorale il risultato è deludente: sostenuto da quasi tutto il centro-sinistra ottiene solo il 32% dei consensi, il peggior risultato per un candidato di centro-sinistra fino alle regionali lombarde del 2018 da Giorgio Gori. Viene comunque eletto in consiglio regionale della Lombardia in qualità di candidato alla presidenza secondo classificato, dove s'impegna fino alla scadenza naturale del mandato nel 2005 nel gruppo "Centro-sinistra, PPI, la Margherita".

### Per la difesa della cultura del popolarismo
In occasione delle elezioni politiche del 2001, dà il suo sostegno alla lista elettorale centrista La Margherita (con il candidato Presidente del Consiglio Francesco Rutelli a capo), ma nel 2002 non condivide lo scioglimento del Partito Popolare Italiano e la sua confluenza nella lista rutelliana con Rinnovamento Italiano di Lamberto Dini e I Democratici di Arturo Parisi.
Nel 2004 si schiera a fianco dei Popolari UDEUR di Clemente Mastella, di cui viene nominato presidente del partito, sempre con l'obiettivo di mantener viva una presenza autonoma del cristianesimo sociale e democratico nella politica italiana. Successivamente si dimette dall'incarico, preferendo una posizione più lontana dai riflettori.
Nel 2006 s'impegna attivamente nel comitato per il "No" nel referendum costituzionale del 25-26 giugno, manifestando forti critiche verso la riforma costituzionale approvata dalla coalizione di centro-destra.
Nel 2009, in occasione dei referendum abrogativi sulla legge elettorale, si schiera per l'astensione, insieme ad altri esponenti del centro-sinistra bresciano.
Il 24 luglio 2010, intervistato da Liberal poco più di un anno prima della sua morte, aveva detto fra le altre cose: «Una volta nel 1994 incontrai Silvio Berlusconi e cercai di spiegargli che fare politica significava fare gli interessi degli altri e non i propri. Non ebbi successo».

## Cariche ricoperte
- Assessore alla Cultura del Comune di Orzinuovi
- Presidente della Provincia di Brescia (1970-1972)
- Consigliere comunale e Capogruppo della Democrazia Cristiana al Comune di Brescia (1975-80)
- Presidente della Commissione inquirente per i procedimenti di accusa (1976-79)
- Ministro di grazia e giustizia nel Governo Craxi I 1983-86)
- Capogruppo della Democrazia Cristiana alla Camera dei deputati (1986-89)
- Ministro della difesa nel Governo Andreotti VI (1989-90)
- Ministro delle Riforme istituzionali e degli Affari regionali nel Governo Andreotti VII (1991-92)
- Segretario della Democrazia Cristiana (1992-94)
- Segretario del Partito Popolare Italiano (1994)
- Sindaco di Brescia (1994-1998)
- Consigliere regionale della Lombardia (2000-2005)
- Componente della commissione consiliare Affari istituzionali e della Commissione speciale per lo statuto
- Presidente dei Popolari UDEUR (2004-2005)

## Intitolazioni
Il Dipartimento di Giurisprudenza dell'Università degli Studi di Brescia ha deliberato il 6 novembre 2012 di intitolare l'Aula Magna della sua sede di Palazzo Calini ai Fiumi (via delle Battaglie, 58) a Mino Martinazzoli.
Il 4 settembre 2023 il Comune di Montirone ha intitolato una via allo storico segretario della Democrazia Cristiana.